# Noaillan
Noaillan är en kommun i departementet Gironde i regionen Nouvelle-Aquitaine i sydvästra Frankrike. Kommunen ligger i kantonen Villandraut som tillhör arrondissementet Langon. År 2022 hade Noaillan 1 698 invånare.

## Befolkningsutveckling
Antalet invånare i kommunen Noaillan
Referens:INSEE